# Jelonki (województwo opolskie)
Jelonki – wieś w Polsce położona w województwie opolskim, w powiecie oleskim, w gminie Rudniki.
W latach 1975–1998 miejscowość położona była w województwie częstochowskim.
W skład sołectwa wchodzi ponadto wieś Kuźnica Żytniowska.
W okresie międzywojennym w miejscowości stacjonowała placówka Straży Celnej „Jelonki”, a po reorganizacji placówka Straży Granicznej I linii „Jelonki”.

## Warto zobaczyć
- pomnik strażaka na dziedzińcu remizy strażackiej,
- dolinę rzeki Prosny.